# Vila Guilherme
Vila Guilherme es un distrito ubicado en la zona nordeste de la ciudad de Sao Paulo, Brasil. Administrativamente pertenece a la subprefectura de Vila Maria. 

## Distritos limítrofes
- Tucuruvi (norte)
- Vila Medeiros y Vila Maria (este)
- Pari y Belém (sur)
- Santana (oeste)